# Grand Theft Auto: The Trilogy - The Definitive Edition
Grand Theft Auto: The Trilogy – The Definitive Edition es una compilación de videojuegos de acción-aventura de mundo abierto de disparos en tercera persona de la serie Grand Theft Auto: Grand Theft Auto III (2001), Grand Theft Auto: Vice City (2002), y Grand Theft Auto: San Andreas (2004). Fue desarrollado por Grove Street Games (anteriormente denominada War Drum Studios) y publicado por Rockstar Games, los tres juegos están remasterizados, con mejoras visuales y mejoras en el juego. Los juegos cuentan con diferentes protagonistas y ubicaciones dentro de una misma continuidad. Grand Theft Auto III sigue al protagonista silencioso Claude en Liberty City; Vice City, ambientada en 1986, presenta al mafioso Tommy Vercetti en la ficticia Vice City; y San Andreas, ambientada en 1992, sigue al gángster Carl "CJ" Johnson en el estado de San Andreas.
El desarrollo de dos años se centró en mantener la apariencia de los juegos originales; el código de física se copió de los originales y se utilizó inteligencia artificial para mejorar automáticamente las texturas. El equipo de desarrollo estudió las cualidades distintivas de los juegos originales. Agregaron varios efectos de color, meteorización e iluminación, así como nuevos recursos de Grand Theft Auto V (2013). El equipo consultó con los desarrolladores originales de Rockstar North al actualizar los diseños de personajes. Antes del lanzamiento, las versiones existentes de los tres juegos fueron retiradas de la venta en los minoristas digitales, lo que generó críticas del público y periodistas; En respuesta, Rockstar restauró las versiones originales en Rockstar Store.
The Definitive Edition se lanzó para Nintendo Switch, PlayStation 4, PlayStation 5, Windows, Xbox One y Xbox Series X/S el 11 de noviembre de 2021, y para dispositivos Android e iOS el 14 de diciembre de 2023. El lanzamiento de Windows se vio empañado por problemas con Rockstar Games Launcher, lo que hizo que no se pudiera reproducir durante tres días. El juego recibió críticas negativas; Los críticos en general elogiaron las imágenes mejoradas, la iluminación mejorada, los controles mejorados y las mecánicas de juego agregadas, pero criticaron sus problemas técnicos, dirección de arte y modelos de personajes. Fue uno de los juegos con puntuación más baja de 2021 y fue objeto de críticas en Metacritic. Rockstar se disculpó por los problemas técnicos y anunció sus intenciones de mejorar el juego mediante actualizaciones.

## Contenido
Grand Theft Auto: The Trilogy – The Definitive Edition contiene tres videojuegos de la serie Grand Theft Auto: Grand Theft Auto III (2001), Grand Theft Auto: Vice City (2002), y Grand Theft Auto: San Andreas (2004), los cuales originalmente habían sido lanzados para las plataformas PlayStation 2, Xbox y PC. Son videojuegos de acción-aventura que se juegan desde una perspectiva en tercera persona en los que los jugadores completan misiones (escenarios lineales con objetivos establecidos) para progresar en la historia. Fuera de las misiones, los jugadores pueden vagar libremente por el mundo abierto y tener la capacidad de completar misiones secundarias opcionales. Algunas áreas de los videojuegos se desbloquean a medida que el jugador avanza en la historia.
Los tres títulos han sido remasterizados, incluyendo un sistema de iluminación reconstruido, texturas de alta definición, modelos mejorados de vehículos y personajes, nuevas pantallas de visualización, sombras dinámicas, reflejos y distancias de dibujado mejorados. Los controles también se han actualizado para que coincidan con los de Grand Theft Auto V (2013) y añadieron la rueda de armas, estaciones de radio y la navegación del mapa, traídas del juego antes mencionado, así como el sistema de puntos de control se ha mejorado para permitir un reinicio automático. En Nintendo Switch, el videojuego incluye apuntar con giroscopio y soporte de pantalla táctil en el modo portátil.

## Desarrollo y lanzamiento
Grand Theft Auto: The Trilogy – The Definitive Edition fue desarrollado por Grove Street Games y publicado por Rockstar Games. Grove Street Games desarrolló previamente las versiones móviles de la trilogía, así como las versiones de Grand Theft Auto: San Andreas para PlayStation 3 y Xbox 360.
Grand Theft Auto: The Trilogy – The Definitive Edition estuvo en desarrollo durante dos años. La existencia del videojuego fue reportada por primera vez en agosto de 2021 por Kotaku, afirmando que su desarrollo fue liderado por Rockstar Dundee. La especulación de los medios continuó en septiembre después de que el Game Rating and Administration Committee de Corea del Sur le dio a la trilogía una clasificación de videojuego, y a principios de octubre, después de que una actualización del Rockstar Games Launcher incluyó datos que hacían referencia al videojuego, como logotipos, arte y logros.
Rockstar anunció oficialmente la trilogía el 8 de octubre de 2021, coincidiendo con el mes del vigésimo aniversario del lanzamiento original de Grand Theft Auto III. Rockstar Games reveló que la trilogía incluiría «actualizaciones generales (...) sin dejar de mantener el aspecto clásico de los originales». Grand Theft Auto: The Trilogy - The Definitive Edition se desarrolló utilizando Unreal Engine.
Grand Theft Auto: The Trilogy – The Definitive Edition fue lanzado en Microsoft Windows, Nintendo Switch, PlayStation 4, PlayStation 5, Xbox One y Xbox Series X|S el 11 de noviembre de 2021; Las versiones físicas estaban previstas para ser lanzadas el 7 de diciembre de 2021, pero tras las duras críticas hacia Rockstar y Grove Street Games sobre los fallos y errores de la trilogía remasterizada, sus versiones físicas fueron retrasadas para el 17 de diciembre de 2021 (en Xbox One, Xbox Series X, y PlayStation 4) y a principios de 2022 (en Nintendo Switch y PlayStation 5).
Las versiones de Android e iOS del juego estaban programadas originalmente lanzadas en la primera mitad de 2022. La empresa matriz de Rockstar, Take-Two Interactive, actualizó la ventaja de lanzamiento móvil en mayo de 2022 a su año fiscal 2023, que finalizó el 31 de marzo de 2023, y en noviembre remplazó la flecha de lanzamiento por "TBA". En noviembre de 2023, Netflix anunció que The Definitive Edition se lanzaría para Android e iOS el 14 de diciembre de 2023 a través de App Store, Google Play y la aplicación móvil de Netflix.Los ports móviles, desarrollados por Video Games Deluxe, abordaron errores adicionales y agregaron una opción de iluminación para que coincida con los juegos originales; estos se agregaron a las versiones de consolas y PC en noviembre de 2024, mientras que el nombre de Grove Street Games se eliminó de la pantalla de inicio.
|  |
|  |

|  |
|  |

|  |
|  |

|  |
|  |

La versión de Windows admite Nvidia DLSS. Las versiones de PlayStation 5 y Xbox Series X|S del juego presentan la opción entre un modo Calidad y Rendimiento: El modo Calidad apunta a una resolución de 4K y 30FPS para los sistemas PlayStation 5 y Xbox Series X (la Xbox Series S utiliza una resolución de 1440p) para su modo Calidad, mientras que el modo Rendimiento llega a 1800p (1080p en la Series S) a 60 FPS. Los pedidos anticipados para el videojuego comenzaron el 22 de octubre de 2021, junto con el lanzamiento del primer avance completo y capturas de pantalla que demuestran las mejoras gráficas.
Las versiones existentes de los tres videojuegos se retiraron de las tiendas digitales en consolas (a excepción de Nintendo Switch) y Windows el 13 de octubre de 2021. El público y los periodistas criticaron la medida, citando preocupaciones con la preservación de los videojuegos, la falta de elección entre las versiones y la posible eliminación de música debido a licencias caducadas, lo que había ocurrido con relanzamientos anteriores.

## Recepción
Las versiones para Android e iOS de The Definitive Edition estaban originalmente programadas para ser lanzadas en la primera mitad de 2022. La empresa matriz de Rockstar, Take-Two Interactive, actualizó la ventana de lanzamiento para las versiones móviles en mayo de 2022 a su año fiscal 2023, que finaliza el 31 de marzo de 2023, y en noviembre reemplazó la fecha de lanzamiento con "TBA". En noviembre de 2023, Netflix anunció que The Definitive Edition se lanzaría para iOS y Android el 14 de diciembre a través de App Store y Google Play, disponible para suscriptores de Netflix y compra individual. Los ports móviles, desarrollados por Video Games Deluxe, incluían mejoras gráficas y arreglos de bugs. Debido a la mala recepción, el 13 de noviembre de 2024, a través de una actualización en las versiones de consola y PC que implementaba las mejoras gráficas previamente incorporadas en la versión móvil; eliminaron el nombre y el logotipo de Grove Street Games de la pantalla de inicio.
The Definitive Edition recibió "críticas mixtas o promedio" para PlayStation 5 y Xbox Series X|S y "críticas generalmente desfavorables" para PC y Nintendo Switch, según el agregador de reseñas Metacritic. El juego fue recibido tan negativamente por los críticos y fanáticos, a tal grado de obtener una calificación de 0.5 en sus primeros días. Debido a ello, se convirtió en uno de los juegos con peor puntuación del 2021 en la página.
Los críticos no recibieron copias previas al lanzamiento del juego, lo que provocó un retraso en la publicación de reseñas. Zack Zwiezen de Kotaku escribió que el juego "necesita un poco más de pulido", apreciando los controles mejorados y la interfaz de usuario, pero criticando los fallos del juego, los problemas de iluminación y los errores de textura.
Críticos señalaron varios problemas técnicos en todas las plataformas en las que se lanzó el juego, señalando errores, incluyendo errores de ortografía en las texturas escaladas y modelos remasterizados que carecen de la identidad que el material original proveía, además de múltiples errores que no presentaban las versiones originales de los juegos.